# 蓮花塔 (可倫坡)
蓮花塔，也稱為可倫坡蓮花塔，是位於斯里蘭卡可倫坡的高塔建築。它被認為是斯里蘭卡的標誌性地標。高350公尺，該塔是南亞最高的建築；亞洲第11高塔和世界第19高塔。

## 設計和功能
這座建築的設計靈感來自蓮花。蓮花象徵著斯里蘭卡文化的純潔，也象徵著國家的繁榮發展。塔基以蓮花寶座為靈感，由兩個倒梯形組成。有通訊、觀光等設施，建築成本為1.043億美元。
塔上天線覆蓋範圍為南北各60公里，向東50公里（塔位於錫蘭島西南岸，西面鄰海），不足已涵蓋全島，也無法改善目前從島中部一座山傳送的訊號。